# CaMK2A
Кальмодулінзалежна протеїнкіназа II-альфа (англ. Calcium/calmodulin dependent protein kinase II alpha) – білок, який кодується геном CAMK2A, розташованим у людей на довгому плечі 5-ї хромосоми. Довжина поліпептидного ланцюга білка становить 478 амінокислот, а молекулярна маса — 54 088.
| 10         |  | 20         |  | 30         |  | 40         |  | 50         |
| ---------- |  | ---------- |  | ---------- |  | ---------- |  | ---------- |
| MATITCTRFT |  | EEYQLFEELG |  | KGAFSVVRRC |  | VKVLAGQEYA |  | AKIINTKKLS |
| ARDHQKLERE |  | ARICRLLKHP |  | NIVRLHDSIS |  | EEGHHYLIFD |  | LVTGGELFED |
| IVAREYYSEA |  | DASHCIQQIL |  | EAVLHCHQMG |  | VVHRDLKPEN |  | LLLASKLKGA |
| AVKLADFGLA |  | IEVEGEQQAW |  | FGFAGTPGYL |  | SPEVLRKDPY |  | GKPVDLWACG |
| VILYILLVGY |  | PPFWDEDQHR |  | LYQQIKAGAY |  | DFPSPEWDTV |  | TPEAKDLINK |
| MLTINPSKRI |  | TAAEALKHPW |  | ISHRSTVASC |  | MHRQETVDCL |  | KKFNARRKLK |
| GAILTTMLAT |  | RNFSGGKSGG |  | NKKSDGVKES |  | SESTNTTIED |  | EDTKVRKQEI |
| IKVTEQLIEA |  | ISNGDFESYT |  | KMCDPGMTAF |  | EPEALGNLVE |  | GLDFHRFYFE |
| NLWSRNSKPV |  | HTTILNPHIH |  | LMGDESACIA |  | YIRITQYLDA |  | GGIPRTAQSE |
| ETRVWHRRDG |  | KWQIVHFHRS |  | GAPSVLPH   |  |            |  |            |

A: Аланін

C: Цистеїн

D: Аспарагінова кислота

E: Глутамінова кислота

F: Фенілаланін

G: Гліцин

H: Гістидин

I: Ізолейцин

K: Лізин

L: Лейцин

M: Метіонін

N: Аспарагін

P: Пролін

Q: Глутамін

R: Аргінін

S: Серин

T: Треонін

V: Валін

W: Триптофан

Цей білок за функціями належить до трансфераз, кіназ, серин/треонінових протеїнкіназ, фосфопротеїнів. 
Задіяний у такому біологічному процесі, як альтернативний сплайсинг. 
Білок має сайт для зв'язування з АТФ, нуклеотидами, молекулою кальмодуліну, іонами металів, іоном магнію. 
Локалізований у клітинній мембрані, мембрані, клітинних контактах.
Білок у людини знайдено лише у мозку, де він становить понад 1 % усіх білків.